# Sonnet 1
From fairest creatures we desire increase,

That thereby beauty's rose might never die,

But as the riper should by time decease,

His tender heir might bear his memory.

But thou, contracted to thine own bright eyes,

Feed'st thy light's flame with self-substantial fuel,

Making a famine where abundance lies,

Thy self thy foe, to thy sweet self too cruel.

Thou that art now the world's fresh ornament,

And only herald to the gaudy spring,

Within thine own bud buriest thy content,

And, tender churl, mak'st waste in niggarding.

    Pity the world, or else this glutton be,

    To eat the world's due, by the grave and thee.
— William Shakespeare
Traduction de François-Victor Hugo
Suivant
Sonnet 1 est l'un des 154 sonnets écrits par le dramaturge et poète William Shakespeare.

## Texte original
Texte et typographie originale, selon l’édition in-4° de 1609.
FRom faireſt creatures we deſire increaſe,

That thereby beauties Roſe might neuer die,

But as the riper ſhould by time deceaſe,

His tender heire might beare his memory: 

But thou contracted to thine owne bright eyes,

Feed’ſt thy lights flame with ſelfe ſubſtantiall fewell,

Making a famine where aboundance lies,

Thy ſelfe thy foe,to thy ſweet ſelfe too cruell:

Thou that art now the worlds freſh ornament,

And only herauld to the gaudy ſpring,

Within thine owne bud burieſt thy content,

And tender chorle makſt waſt in niggarding: 

   Pitty the world,or elſe this glutton be,

   To eate the worlds due,by the graue and thee.

## Traduction en prose
Par François-Victor Hugo :
Nous demandons une postérité aux plus belles créatures, afin que la rose de la beauté ne puisse jamais mourir et que, fatalement flétrie par la maturité, elle perpétue son image dans un tendre rejeton.

Mais toi, fiancé à tes brillants regards, tu nourris la flamme de ton foyer de ta propre substance ; tu fais une famine là où l’abondance est cachée, ennemi de toi-même, trop cruel pour ton doux être.

Toi qui es maintenant le frais ornement du monde, qui n’es encore que le héraut du printemps splendide, tu ensevelis ta sève dans ton propre bourgeon ; tendre ladre, tu te ruines en économie.

Écoute le cri de la nature, ou, sinon, la gloutonne ira manger dans ta tombe la part qui lui est due.

## Traduction en vers
Par Fernand Henry :
Non, non, il ne faut pas que la Beauté périsse,

Mais que sa fleur revive en un jeune héritier !

C'est pourquoi nous voulons que, dans le monde entier,

Son flanc fécond procrée et jamais ne tarisse

La flamme de tes yeux n'a qu'elle pour nourrice,

Toi qui veux de ton corps rester le maître altier !

Tu fais surgir la faim sur ce même sentier

Où tout abonderait sans ta sotte avarice !

Pourquoi parer la terre ainsi qu'un beau chaton,

Annoncer du printemps toute la grâce amie,

Si sa ruine naît de ton économie,

Si ta sève se sèche en ton tendre bouton ?

Oh ! ne reste pas sourd au cri de la nature :

Dans ton ombre elle irait réclamer sa pâture !